# Duc de Lévis
Le titre de duc de Lévis fut créé pour la première fois dans la pairie de France en 1723, par Louis XV pour Charles Eugène de Lévis, comte de Charlus.

## Histoire du titre
Dernier des marquis de Poligny (branche de Lévis-Ventadour-Charlus), Charles-Eugène obtint, le 13 février 1723, pour lui et ses descendants mâles, que les terres et seigneuries de Lurcy-le-Sauvage, Poligny, etc. fussent érigées en duché-pairie sous le nom de duché de Lévis (ou Lévy). Le titre s'éteignit avec lui.
Ses trois frères étant morts avant leur père, Marie-Françoise de Lévis, seule héritière du duc de Lévis, apporta la terre et le château de Lévis, à la famille de Castries qui les vendit en 1752 à Jacques Hardouin-Mansart.
Le titre de duc de Lévis fut de nouveau créé, cette fois-ci sans la pairie, en août 1785, au profit de François-Gaston de Lévis, maréchal de France (branche de Lévis-Léran-Ajac), à partir de sa seigneurie d'Avesnes-le-Comte.

## Liste chronologique des ducs de Lévis

### Première création: duc de Lévis et pair de France (1723)
1. 1723-1734 : Charles-Eugène de Lévis (1669-1734), marquis de Poligny (dit « de Lévis » ; branche de Lévis-Ventadour-Charlus), comte de Charlus, lieutenant-général, 1er duc de Lévis ;

### Seconde création: duc de Lévis (1785)
1. 1785-1787 : François-Gaston de Lévis (1720-1787) (branche de Lévis-Léran-Ajac), maréchal de France, 1er duc de Lévis ;
2. 1787-1830 : Pierre-Marc-Gaston de Lévis (1764-1830), fils du précédent, 2e duc de Lévis, député aux États Généraux de 1789, député à la Constituante, membre de la Chambre des pairs sous la Restauration ;
3. 1830-1863 : Gaston François Félix Christophe Victor de Lévis (1794-1863), fils du précédent, 3e duc de Lévis,

Gaston François Félix Christophe Victor fut autorisé, le 3 juin 1830, à se faire appeler « le duc de Lévis-Ventadour ». Le titre disparut avec lui.

## Autres ducs de laMaison de Lévis
- Les ducs de Mirepoix ont été créés dans la branche aînée des Lévis en 1751 (pour Gaston-Pierre de Lévis-Mirepoix (1699-1757)), continués par leur branche cadette de Léran en 1757 (Charles-Philibert (1753-1794)). Le titre s'est perdu, remplacé par le titre espagnol de duc de San-Fernando-Luis ; mais Antoine usait du titre de courtoisie de duc de Lévis-Mirepoix. 
- Les Lévis, ducs de Ventadour (Branche de Lévis-Florensac-La Roche et La Voulte).
- François-Christophe de Lévis-Ventadour, duc de Damville (d'Anville).